# Cousinia leptolepis
Cousinia leptolepis là một loài thực vật có hoa trong họ Cúc. Loài này được (Bornm. & Gauba) Rech.f. mô tả khoa học đầu tiên năm 1972.